# Roteiro (Alagoas)
Roteiro is een gemeente in de Braziliaanse deelstaat Alagoas. De gemeente telt 6.864 inwoners (schatting 2009).